# Глибинний
Глиби́нний (рос. Глубинный) — селище у складі Тоцького району Оренбурзької області, Росія.

## Населення
Населення — 11 осіб (2010; 88 у 2002).
Національний склад (станом на 2002 рік):
- росіяни — 75 %